# Іто Тае
Тае Іто (яп. 伊藤タヱ; 11 липня 1903, Гуенукі (зараз частина міста Ганамакі), префектура Івате, Японія — 13 листопада 2017, Ганамакі, префектура Івате, Японія) — повністю верифікована японська супердовгожителька. На момент своєї смерті була найстарішою нині живою людиною в префектурі Івате і входила в десятку найстаріших нині живих людей у світі. Її вік було підтверджено Групою геронтологічних досліджень 8 вересня 2014 року.. Померла у віці 114 років, 125 днів.

## Життєпис
Тае Іто народилася 11 липня 1903 року в колишньому районі Гуенукі, який в даний час є частиною міста Ганамакі, що у префектурі Івате, Японія. Вона вийшла заміж у 1925 році. Іто все своє життя пропрацювала в сільському господарстві, поки не вийшла на пенсію у віці 90 років.
У віці 105 років Тае Іто переїхала жити в будинок для літніх людей. У свій 111-й день народження вона була прикута до інвалідного візка, але із задоволенням читала і робила оригамі зі своїми друзями. У неї було 9 дітей, 16 онуків, 24 правнуки і чотири праправнуки. На свої 114-ті уродини в липні 2017 року, семеро її дітей були ще живі. Вона вже не могла робити оригамі, але все ще могла читати журнали і книги без окулярів.
Тае Іто померла 13 листопада 2017 року у віці 114 років і 125 днів. Після її смерті найстарішим нині живим жителем префектури Івате стала Томое Івата (25 березня 1904 року — 13 квітня 2018 року).

## Рекорди довголіття
- 11 липня 2017 року відсвяткувала 114-річчя.[1]
- Була найстарішою нині живою мешканкою префектури Івате.
- На момент своєї смерті входила в десятку найстаріших нині живих людей в світі.[1]